# Herkimer County
Herkimer County är ett administrativt område i delstaten New York, USA, med 64 519 invånare. Den administrativa huvudorten (county seat) är Herkimer. Countyt och orten är uppkallade efter Nicholas Herkimer, en amerikansk hjälte från frihetskriget.

## Geografi
Enligt United States Census Bureau har countyt en total area på 3 777 km². 3 655 km² av den arean är land och 122 km² är vatten. 

### Angränsande countyn
- St. Lawrence County, New York - nord
- Hamilton County, New York - öst
- Montgomery County, New York - öst
- Fulton County, New York - öst
- Otsego County, New York - syd
- Oneida County, New York - väst
- Lewis County, New York - nordväst